# A.G.I.T.
「A.G.I.T.」（アジト）は、日本のバンドSuchmosの楽曲。彼らの2作目のスタジオ・アルバム『THE KIDS』からのリード曲としてSPACE SHOWER MUSICから発売された。

## 背景
2016年12月10日、イベント「DRIVE IN Suchmos THEATER Suported by Honda」で、SPACE SHOWER MUSICからSuchmosの2作目のスタジオ・アルバム『THE KIDS』の発売が発表された。そして、同年12月22日にSuchmosがパーソナリティを務めるJ-WAVE『THE KINGS PLACE』、同年12月25日にYONCEがパーソナリティを務める『MUSIC FREAKS』でいち早くアルバムのリード曲「A.G.I.T.」が放送された。2017年1月11日に先行配信が開始された。
バンドメンバーのOKとDJ KCEEによれば、この曲は「新しい曲になるように実験してできた曲」である。2016年は、大きなライブ会場でライブをする機会が増え、ステージから一番後ろの座席まで届くようなサウンドを作りたいと思って1年過ごした。その意識のもと、新しい曲を作ろうと思って最初に制作されたのが、この曲だった。YONCEはより具体的に、これはフジロックフェスティバルのホワイトステージを意識したものだと説明している。2016年の2月、3月頃にフジロックのホワイトステージへの出演が決まり、楽曲の制作に取り掛かった。「いきなりフジロックで披露したらヤバい曲」として制作に着手し、「そこにいる1万人を適当に踊らせるんじゃなくて、釘付けにするのがスタジアムバンド」という思いが重なり、曲が出来上がった

## 批評家の反応
ライターの小池宏和は、アルバム『THE KIDS』収録曲の中で、「SNOOZE」と共に特に称賛した。Billboard JAPANのレビューでは、「ムードたっぷりな旋律でありながら刺激的なギター・イントロからも明らかなように、Suchmosの新境地を、気怠くも確かな情熱に満ち溢れた歌詞と共に伝えるナンバーになった」と説明している。Real Soundの森朋之は、和製ジャミロクワイ的な捉え方をされることが多かったSuchmosが『THE KIDS』によってロック・モードに完全に移行したが、それを最も強く示しているのが、この曲だと指摘している。

## チャート成績
2017年1月16日付けのBillboard Japan Hot 100で初登場43位。同年1月23日付けで19位に上昇。

## ミュージックビデオ
ミュージックビデオの監督は、前作「MINT」に続いてmaxillaが担当。CGやアニメーションを使用している。撮影は2016年12月に2日間に亘って行われた。2017年1月11日に公開された。ロケ地はすでに廃墟となっている、福島県いわき市にあるヘレナ国際ホテルで撮影された。

## チャート
| チャート（2017年）          | 最高 順位 |
| --------------------------- | --------- |
| Billboard Japan Hot 100     | 19        |
| Billboard Japan Radio Songs | 2         |